# Germania Horbach
Germania Horbach (offiziell: Sportverein Germania Horbach 1911 e.V.) ist ein Sportverein aus Freigericht im Main-Kinzig-Kreis. Die erste Fußballmannschaft spielte ein Jahr in der damals viertklassigen Oberliga Hessen.

## Geschichte
Der Verein wurde im Jahre 1911 als Turn- und Sportvereinigung Horbach gegründet und nannte sich ab ca. 1945 Sportverein Germania Horbach. Jahrzehntelang spielten die Fußballer in lokalen Spielklassen, ehe der Verein in den 1990er Jahren zu einem sportlichen Höhenflug ansetzte. Verantwortlich hierfür war der Vereinsvorsitzende Heinrich Remmel, der den Verein finanziell unterstützte und Spieler aus dem In- und Ausland verpflichtete. Nach drei Aufstiegen in Folge stieg die Germania 1998 in die Landesliga Hessen-Süd auf, wo die Mannschaft Vizemeister hinter der zweiten Mannschaft von Kickers Offenbach wurde. 
Da die Regularien des Hessischen Fußball-Verbandes seinerzeit vorsahen, dass bei einer Landesligameisterschaft einer zweiten Mannschaft der Vizemeister ebenfalls aufsteigen, gelang den Horbachern der vierte Aufstieg in Folge. In der Oberligasaison 1999/2000 wurde die Mannschaft um den Mittelfeldspieler Tomas Oral Zehnter. Trotz des sportlichen Klassenerhalts zog sich der Verein freiwillig in die Bezirksoberliga zurück und stieg zwei Jahre später in die Kreisliga ab. Nachdem sich die Germania zwischenzeitlich wieder in die Gruppenliga Frankfurt-Ost gespielt hatte, stieg der Verein 2010 aus dieser ab und tritt seit 2012 in der Kreisliga A Gelnhausen an.